# Johannes Laurentii (död 1608)
Johannes Laurentii, död 1608, var en svensk präst.

## Biografi
Johannes Laurentii fick 25 juli 1591 av Johan III till stånd att vara kyrkoherde i Södermalms församling. Han närvarade 26 1utusti 1605 vid Stockholms stads konsistorium och avled troligen 1608.